# Gęśnica złotawa

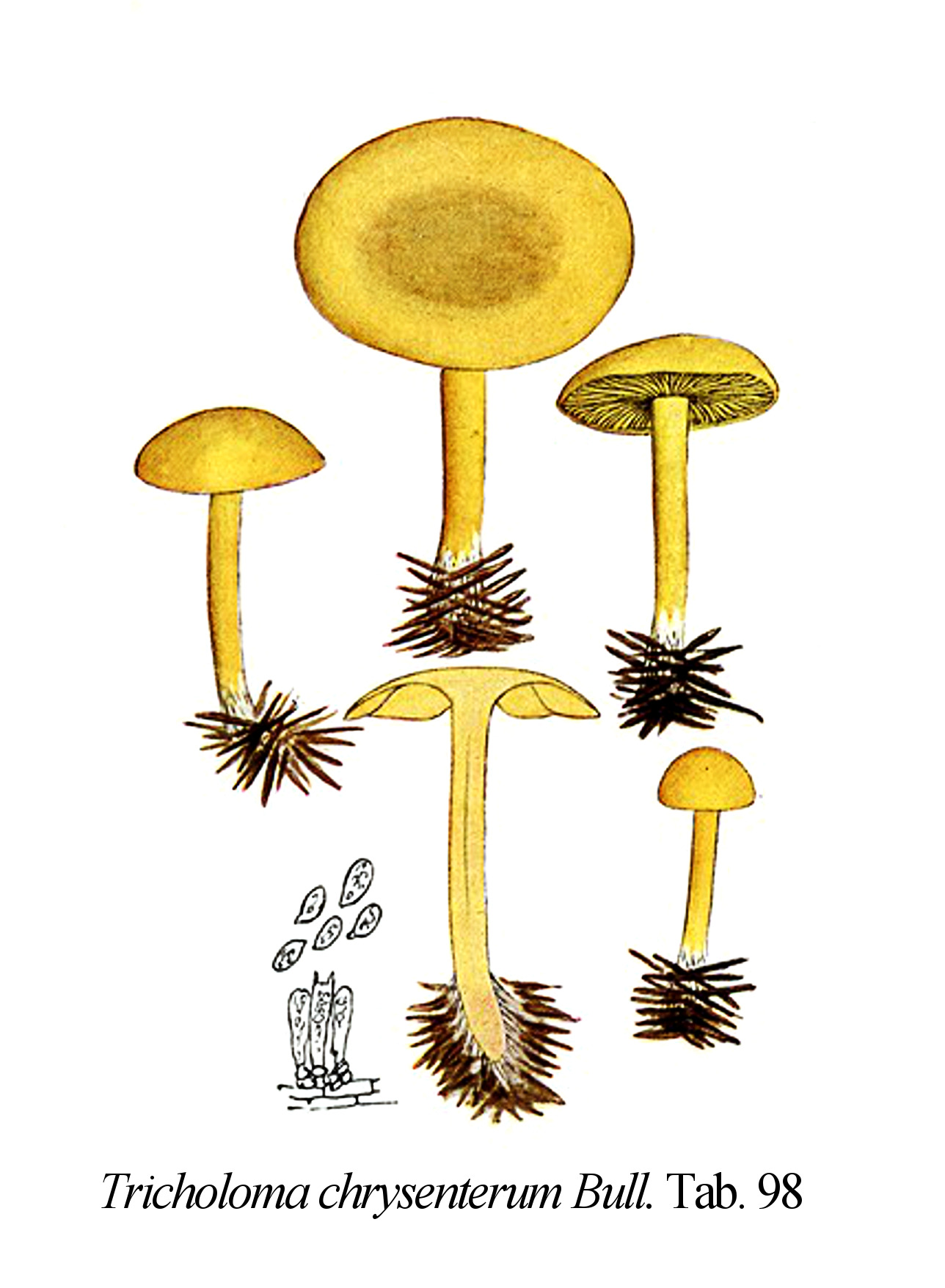

Gęśnica złotawa, gęśnica woskowata (Calocybe chrysenteron (Bull.) Singer) – gatunek grzybów z rodziny kępkowcowatych (Lyophyllaceae).

## Systematyka i nazewnictwo
Pozycja w klasyfikacji według Index Fungorum: Calocybe, Lyophyllaceae, Agaricales, Agaricomycetidae, Agaricomycetes, Agaricomycotina, Basidiomycota, Fungi.
Po raz pierwszy opisał go w 1792 r. Jean Baptiste François Bulliard, nadając mu nazwę Agaricus carneus. Potem zaliczany był do różnych innych rodzajów. Obecną, uznaną przez Index Fungorum nazwę nadał mu w 1962 r. Rolf Singer, przenosząc go do rodzaju Calocybe. Ma 16 synonimów. Niektóre z nich:
- Calocybe cerina (Pers.) Donk 1962
- Rugosomyces cerinus (Pers.) Bon 1991
- Rugosomyces chrysenteron (Bull.) Bon 1991
- Tricholoma chrysenteron (Bull.) P. Kumm. 1871

Obecna nazwa została wprowadzona przez Komisję ds. Polskiego Nazewnictwa Grzybów Polskiego Towarzystwa Mykologicznego w 2025 r. Wcześniejsza nazwa gęśnica woskowata została zaproponowana przez Władysława Wojewodę w 2003 r. (dla synonimu Calocybe cerina).

## Morfologia
Kapelusz
Średnica 1,2–5 cm, początkowo wypukły z cienkim, podwiniętym brzegiem, później płaskowypukły lub spłaszczony, na koniec lekko wklęsły z prostym, często falistym brzegiem, ze słabym garbkiem lub bez, niehigrofaniczny. Powierzchnia matowa, sucha, brązowożółta, brązowopomarańczowa do pomarańczowobrązowej.
Blaszki
W liczbie 38–60, z blaszeczkami (l = 1–7), o szerokości do 5 mm, przyrośnięte, bardzo gęste, cienkie, segmentowane, cytrynowożółte, złocistożółte, pomarańczowożółe. Ostrza tej samej barwy, równe.
Trzon
Wysokość 2–5 cm (–10) cm, grubość 0,2–0,6 (–1,0) cm, cylindryczny lub spłaszczony, często zwężający się ku podstawie, watowaty lub komorowaty. Powierzchnia sucha, tej samej barwy co kapelusz, czasami podłużnie niewyraźnie żółto prążkowana, w górnej części oprószona, u podstawy z białą grzybnią lub szczeciniasta.
Miąższ
O barwie od białawej przez jasnożółtą do cytrynowożółtej. Smak początkowo mączny, potem mniej lub bardziej gorzki, zapach mączny.
Wysyp zarodników
Biały.
Cechy mikroskopowe
Zarodniki 2,5–4,5 × 2–3 μm, Q 1,2–1,5, Qśr. 1,3–1,4, szerokoelipsoidalne do elipsoidalnych. Podstawki 17–23 × 4–7 μm, maczugowate, 4-zarodnikowe, z licznymi małymi gutulami. Trama blaszek prawie regularna, zbudowana ze strzępek z elementami cylindrycznymi lub lekko rozdętymi, o szerokości 3–12 μm. Skórka kapelusza zbudowana z prostych strzępek o szerokości 2–6 μm, z żółtawym, wewnątrzkomórkowym pigmentem, często z szerszymi, elipsoidalnymi lub prawie kulistymi komórkami (sferocytami). Skórka kapelusza złożona z wyprostowanych strzępek o szerokości 2–4 μm, na szczycie trzonu ze skupiskami niezróżnicowanych, prostych strzępek o długości do 40 μm i szerokości 2–5 μm. Na strzępkach są sprzążki.

## Występowanie i siedlisko
Występuje w Ameryce Północnej, Europie i Azji. W Europie jest rozprzestrzeniony na całym obszarze. W Polsce gatunek rzadki. W. Wojewoda w 2003 r. przytoczył 3 stanowiska, w późniejszych latach podano następne, a najbardziej aktualne podaje internetowy atlas grzybów.
Grzyb saprotroficzny. Występuje w liściastych i mieszanych lasach, zwłaszcza pod bukami, na ziemi i na silnie zbutwiałym drewnie. Według Eefa Arnoldsa występuje głównie na igliwiu, ale podawano jego stanowiska także pod drzewami liściastymi.